# Chhaprabhatha
Chhaprabhatha é uma vila no distrito de Surat, no estado indiano de Guzerate.

## Demografia
Segundo o censo de 2001, Chhaprabhatha tinha uma população de 23,411 habitantes. Os indivíduos do sexo masculino constituem 57% da população e os do sexo feminino 43%. Chhaprabhatha tem uma taxa de alfabetização de 73%, superior à média nacional de 59.5%; a literacia no sexo masculino é de 78% e no sexo feminino é de 66%. 14% da população está abaixo dos 6 anos de idade.